# Taktung
Unter Taktung (frühere Bezeichnung Telefonzeittakt) versteht man in der Telekommunikation bei Zeittarifen die Aufteilung der Verbindungsdauer in bestimmte Zeitintervalle als Grundlage für die Entgeltberechnung bei Endkunden.

## Schreibweise
Die Angabe der Taktung erfolgt üblicherweise durch zwei Zahlen, die durch einen Schrägstrich getrennt werden. Dabei steht die erste Zahl für die Dauer des ersten Taktes in Sekunden und die zweite für die Dauer aller folgenden Takte. So bedeutet „60/10-Taktung“, dass die ersten 60 Sekunden einer Verbindung stets voll berechnet werden, auch wenn die Verbindung weniger als 60 Sekunden dauert; danach wird in 10-Sekunden-Schritten abgerechnet. 
Je kürzer das Intervall vor oder hinter dem Schrägstrich ist, desto genauer werden die Verbindungen abgerechnet, was dann in der Regel für den Kunden kostengünstiger ist  (optimal ist die sekundengenaue Abrechnung). Ein Beispiel: Bei der 60/60-Taktung, seltener auch mit „1/1-Minutentaktung“ angegeben, kostet eine Verbindung von zwei Minuten und fünf Sekunden den Preis für volle drei Minuten; dagegen wird mit 60/1 nur die tatsächliche Verbindungsdauer von zwei Minuten plus 5 Sekunden berechnet.
Häufige Taktungen sind 60/1, 60/10 und 10/10. Im offenen Call-by-Call trifft man auch die Taktungen 300/300, 240/240, 60/60, 60/1, 30/30 und 1/1 an. 
Die meisten Anbieter rechnen im Minutentakt 60/60 ab.

## Statistische Vergleiche
Statistische Auswertungen von realen Telefonrechnungen sowie Berechnungen mit Hilfe des Gamma-Verteilungs-Modells ergaben folgende ungefähre Richtwerte: Wenn man einen Tarif mit der Taktung 1/1 als Standard annimmt (0 % Aufschlag), dann würde ein Tarif mit 60/1 Taktung etwa einen erhöhten Rechnungsbetrag von zirka 20 % bedeuten. Ein 60/10 Tarif wäre in der Praxis etwa 30 % teurer als der 1/1-Tarif. Das Tarifmodell 60/60 hingegen wäre in der Praxis um etwa 50 % teurer als die Tarifvariante 1/1.

## Taktung von Volumentarifen
Bei Datenübertragung nach Volumentarifen wird das genutzte Transfervolumen in Blöcke aufgeteilt. Bei einer 100/10 kByte-Taktung wird beispielsweise zumindest eine Nutzung von 100 kByte pro Verbindung in Rechnung gestellt, darüber hinaus wird das weitere Volumen in Schritten von 10 kByte verrechnet. Eine Verbindung wird beendet durch Ausschalten des Mobilgeräts, oder seitens des Betreibers nach einer gewissen Zeitspanne ohne Aktivität oder Empfang. Danach wird wieder eine neue Verbindung aufgebaut und berechnet. Geläufige Taktungen sind 10/10 (bis 2015 z. B. viele Mobilfunk-Discounter und Reseller im E-Plus-Netz) und 100/100 (Mobilfunk-Discounter und Reseller im O2-Netz). In den Netzen von Vodafone und Telekom werden keine Volumentarife mehr vertrieben (Stand April 2015).